# Szememiah
Szememiah ókori egyiptomi hivatalnok, a kincstár elöljárója volt a XVIII. dinasztia idején, Hatsepszut uralkodása alatt.
Szememiah főleg thébai sírjából, a TT127-ből ismert, ahol életrajzi feliratából részletek maradtak fenn. A felirat állapota miatt pályáját nem lehet teljes egészében rekonstruálni. Úgy tűnik, a karnaki Ámon templomában kezdte karrierjét, először az áldozati asztal írnoka volt, valamint Ámon áldozatainak őre és (sírkúpjainak szövege szerint) Ámon jószágai számlálójának írnoka. Emellett Montu háznagya is volt Armantban, ami mutatja, hogy ehhez a városhoz is kötődött. Nem tudni, pontosan mikor nevezték ki kincstárnokká, de az biztos, hogy Hatsepszut alatt, mert őt többször is említi a felirat, bár nevét utólag kivakarták. A szöveg említi a punti expedíciót is, ami fontos eseménye lehetett Szememiah pályájának, bár pontosabb információkat a szöveg állapota miatt nem lehet megtudni erről. Szememiah valószínűleg Dzsehutit követte a kincstárnoki pozícióban. Családjáról sokat nem tudni; apja neve Uadzsmosze, anyjáé Ahmesz volt, két felesége Szenszeneb és Tetiszeneb.
Szememiah valószínűleg Hatsepszut uralkodása alatt halt meg; nincs rá bizonyíték, hogy III. Thotmesz alatt még hivatalban lett volna.

## Fordítás
- Ez a szócikk részben vagy egészben  a   Sememiah című angol Wikipédia-szócikk ezen változatának fordításán alapul.  Az eredeti cikk szerkesztőit annak laptörténete sorolja fel. Ez a jelzés csupán a megfogalmazás eredetét és a szerzői jogokat jelzi, nem szolgál a cikkben szereplő információk forrásmegjelöléseként.
- Ez a szócikk részben vagy egészben  a   Senemiah című német Wikipédia-szócikk ezen változatának fordításán alapul.  Az eredeti cikk szerkesztőit annak laptörténete sorolja fel. Ez a jelzés csupán a megfogalmazás eredetét és a szerzői jogokat jelzi, nem szolgál a cikkben szereplő információk forrásmegjelöléseként.